# Damal (langue)
Pour les articles homonymes, voir Damal.
Le damal (ou uhundi, amung, amungme) est une langue papoue parlée en Indonésie, dans la province de Papouasie.

## Classification
Le damal fait partie des langues possiblement rattachées, selon Malcolm Ross, à la famille hypothétique des langues Trans-Nouvelle-Guinée. Pour Haspelmath, Hammarström, Forkel et Bank l'appartenance du damal à cet ensemble, sur la base de la comparaison du vocabulaire avec d'autres langues, n'est pas établie et doit continuer à être vu comme un isolat linguistique.

## Sources
- (en) Malcolm Ross, 2005, Pronouns as a preliminary diagnostic for grouping Papuan languages, dans Andrew Pawley, Robert Attenborough, Robin Hide, Jack Golson (éditeurs) Papuan pasts: cultural, linguistic and biological histories of Papuan-speaking peoples, Canberra, Pacific Linguistics. pp. 15–66.